# Еркінов Хожимат Ботирович
Хожимат Ботирович Еркінов (узб. Hojimat Botir oʻgʻli Erkinov, нар. 29 травня 2001, Ташкент, Узбекистан) — узбецький футболіст, центральний півзахисник російського клубу «Торпедо» (Москва) та національної збірної Узбекистану.

## Ігрова кар'єра

### Клубна
Хожимат Еркінов народився у Ташкенті і є вихованцем столичного клубу «Пахтакор», де він почав грати у футбол з 2011 року. У 2019 році футболіста було внесено до заявки основної команди. Але не маючи змоги пробитися в першу команду, Еркінов був змушений відправитися в оренду. Спочатку це був клуб «Коканд 1912», а у 2020 році півзахисник грав в оренді у АГМК.
Дебют в основі «Пахтакора» відбувся 9 вересня 2020 року у матчі проти «Металурга» з Бекабаду.
Влітку 2022 року Еркінов підписав трирічний контракт з московським «Торпедо».

### Збірна
У вересні 2020 року у товариському матчі проти команди Таджикистану Хожимат Еркінов дебютував у складі національної збірної Узбекистану.
У 2022 році став срібним призером молодіжної першості Азії.

## Титули
Пахтакор
 Чемпіон Узбекистану (2): 2020, 2021
 Переможець Кубка Узбекистану (1): 2020
 Переможець Суперкубка Узбекистану (2): 2021, 2022
Узбекистан (U-23)
 Віце-чемпіон Азії: 2022